# 祖珽
祖 珽（そ てい、生没年不詳）は、中国の北斉の宰相。字は孝征。本貫は范陽郡遒県（現在の河北省保定市淶水県）。北斉において、勲貴勢力と恩倖のあいだにあって門閥文官勢力を代表した人物。

## 生涯
父は北魏の護軍将軍である祖瑩であり、名門に生まれた。秘書郎に任じられたのを振り出しとして順調に昇進した。恩倖和士開と結び、武成帝から信任されて、秘書監・儀同三司となる。
しかし、和士開を除こうとして失敗し、獄に入れられて失明する。その後、ふたたび用いられ、和士開が誅殺された後も後主のもとで尚書左僕射として朝政を掌握した。そして、祖珽は、名将として有名な勲貴の斛律光を罪に陥れて殺害した。
ふたたび恩倖を排除しようとして失敗し、北徐州刺史に左遷される。このとき、陳からの攻撃を空城計を用いて防ぐという活躍を見せている。その後、同地で没した。
子に祖君彦がいる。

## 登場作品
- 田中芳樹『蘭陵王』 - 奸臣と結びながらも、儒教理念に基づく漢人国家の再興を目指すという複雑な人物として描かれている。

- 中国と台湾の共作ドラマ『蘭陵王』では、主人公・高長恭（蘭陵王）を陥れようとする、高緯（後主）の側近として、策を練る悪役として描かれている。

## 典拠資料
- 『北斉書』巻50 補列伝第31 崔季舒 祖珽